# لويك لومبيلا
لويك لومبيلا-كاندجا (بالفرنسية: Loïc Lumbilla-Kandja)‏ (مواليد 12 مايو 1987 في سان دوني، فرنسا) هو لاعب كرة قدم فرنسي سابق كان يجيد اللعب في مركز المهاجم.

## روابط خارجية
- لويك لومبيلا على موقع قاعدة بيانات كرة القدم.إي يو (الإنجليزية)
- لويك لومبيلا على موقع Soccerway.com (الإنجليزية)